# Asplenium bradleyi
Asplenium bradleyi är en svartbräkenväxtart som beskrevs av D. C. Eat. Asplenium bradleyi ingår i släktet Asplenium och familjen Aspleniaceae. Inga underarter finns listade.

## Bildgalleri

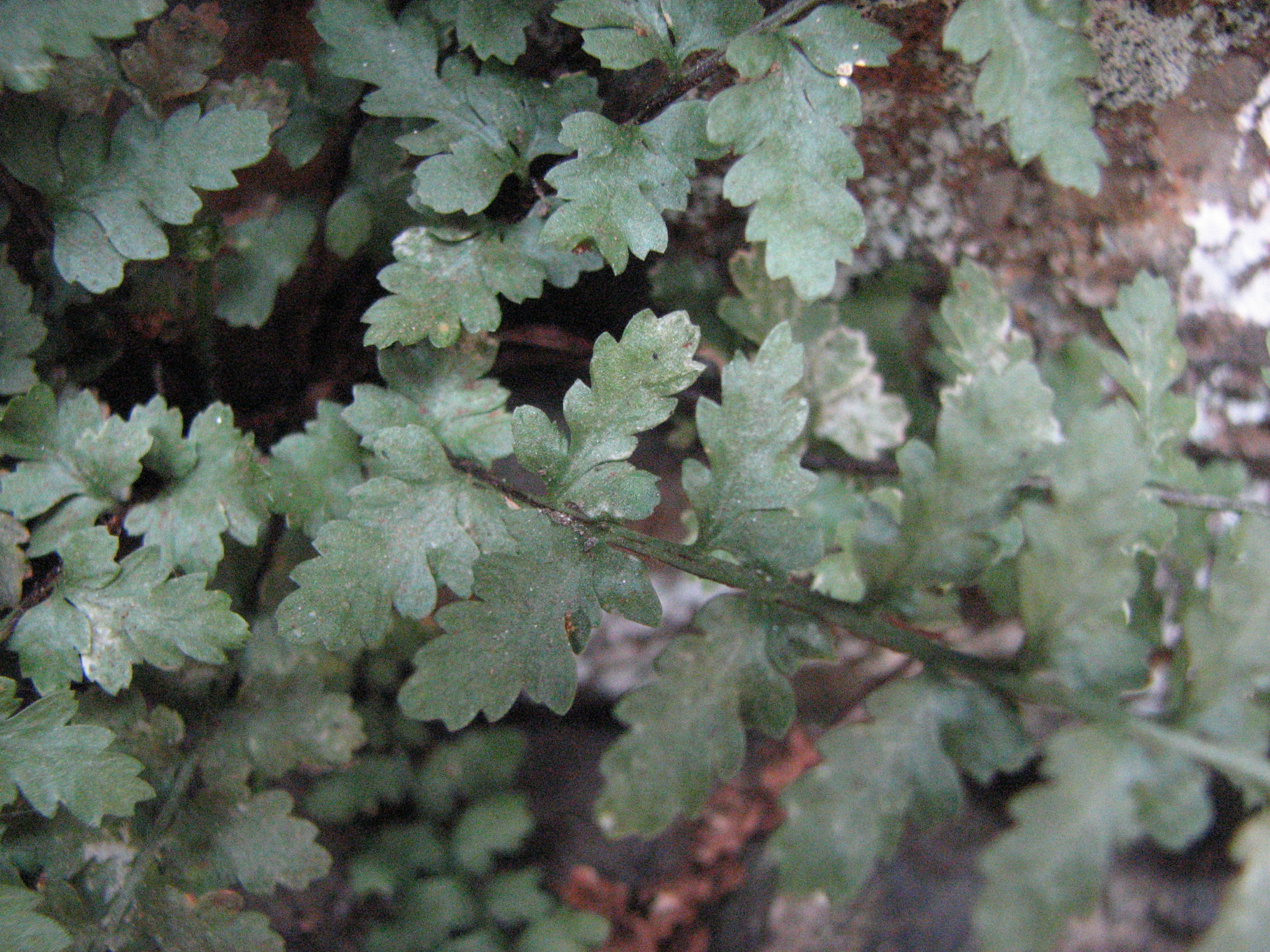
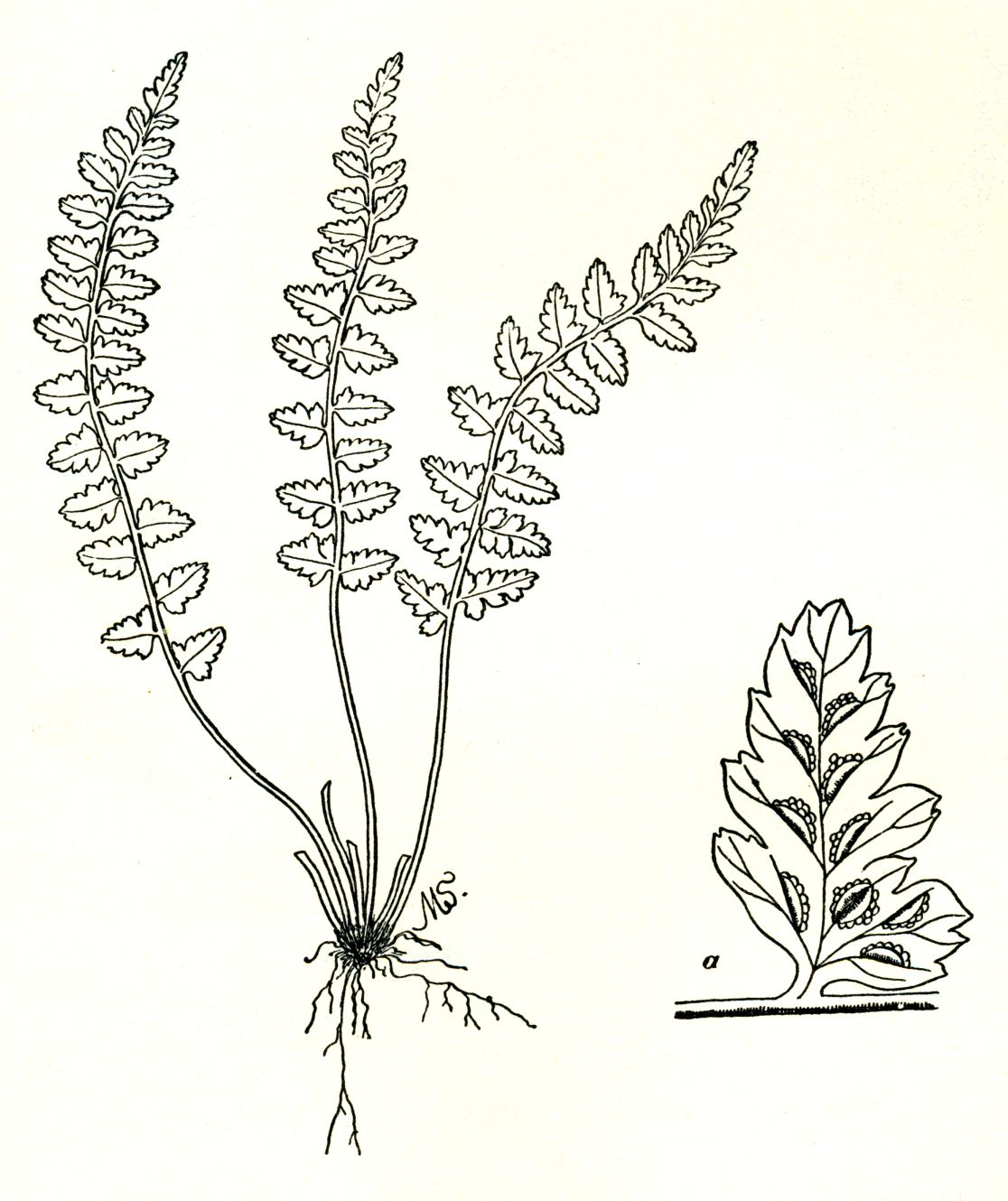